# Castelo de Montréal (Peyrehorade)

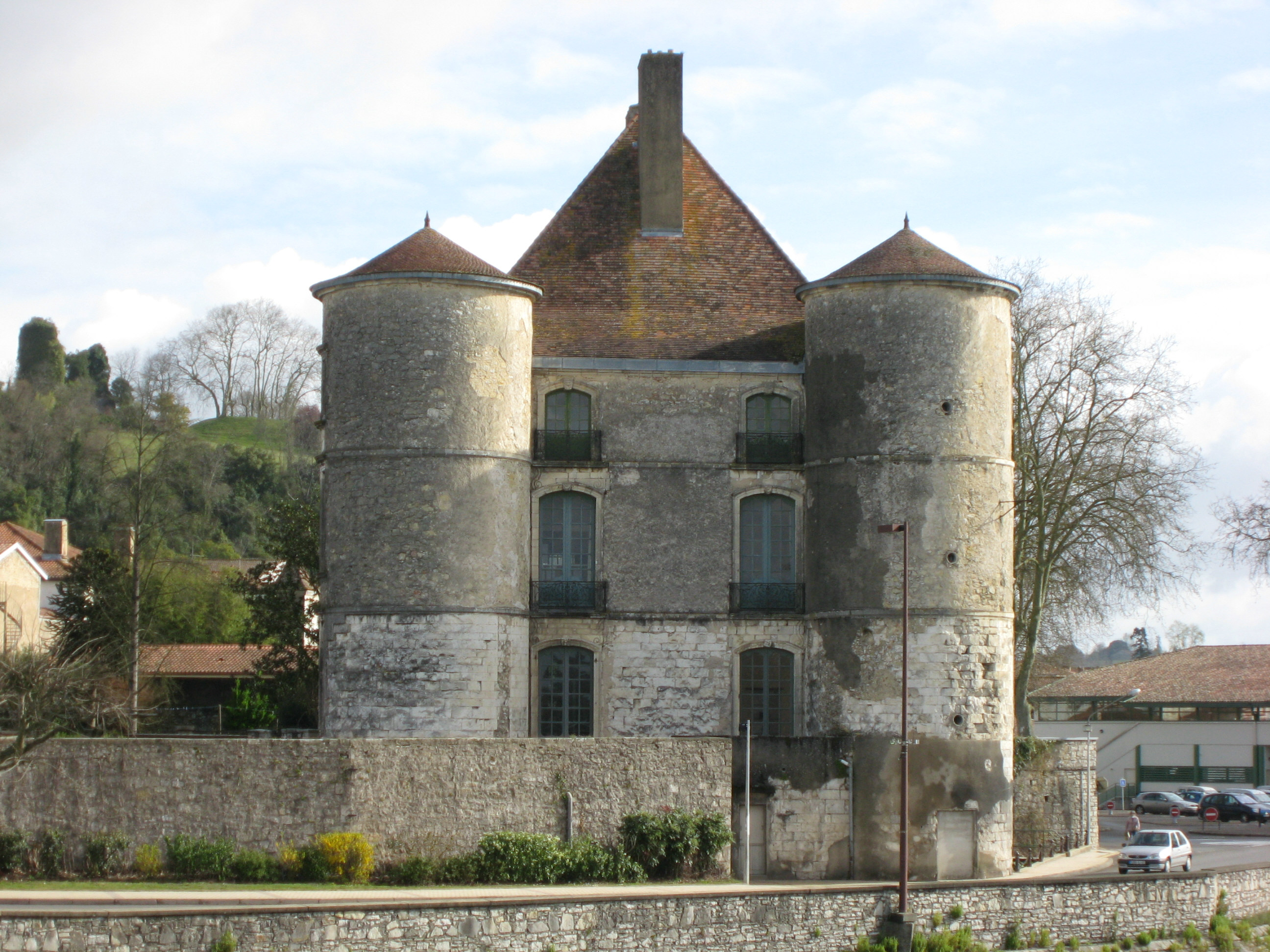
Château de Montréal

Château de Montréal (Peyrehorade), também conhecido como château d'Orthe, é um château na comuna de Peyrehorade, Landes, Nouvelle-Aquitaine, na França. O castelo data do século XVI e é um monumento histórico nacional (Monument historique).